# Palaeotraginae
Los paleotraguinos (Palaeotraginae) constituyen una subfamilia dudosa de jiráfidos fósiles que surgieron durante el Mioceno. Se conocen cinco géneros: Giraffokeryx, Palaeotragus, Samotherium, Praepalaeotragus, y Shansitherium. Son considerados los jiráfidos más primitivos.